# Affaire du wagon sanglant

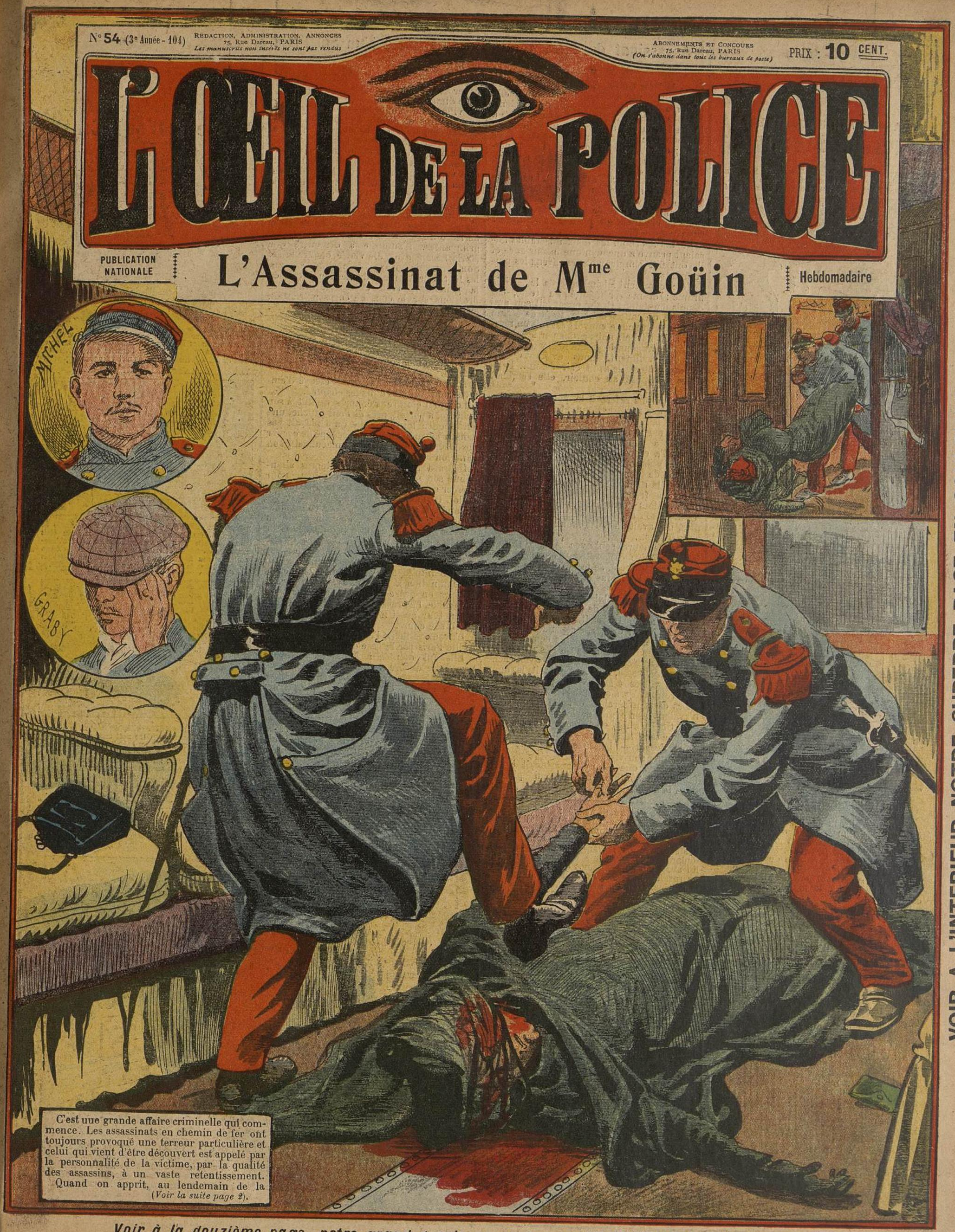
L'assassinat de Mme Goüin (L'Œil de la police, tome 54, 1910).

L’affaire du wagon sanglant (aussi connue sous le nom du crime du train 826) est une affaire criminelle française très médiatisée à la fin des années 1900 et au début des années 1910.

## Description

### Les faits

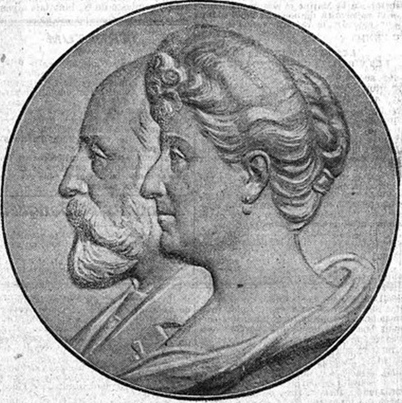
Médaillon de la Société philanthropique représentant M. et Mme Jules Goüin, la victime.

Le 16 décembre 1909, est retrouvé sur le bord de la voie ferrée, près de Brunoy, le corps mutilé d'une femme (le corps est retrouvé déchiqueté en plusieurs morceaux). L'enquête révèle rapidement que la défunte est tombée du train 826 reliant Montargis à Paris, ainsi que son identité. Il s'agit de Mme Jules Goüin, née Marie-Thérèse Singer, veuve de l'industriel et régent de la Banque de France, et petite-fille du financier et philanthrope David Singer et du chanteur d'opéra Luigi Lablache. Mme Goüin, âgée de 53 ans, qui était très impliquée avec son mari dans les œuvres de charité pour les plus nécessiteux (Fondation Goüin, hôpital Goüin) et qui donnait elle-même des concerts de charité, rentrait de Fontainebleau pour rendre visite à sa belle-sœur et remettre à un tiers une importante somme destinée à la construction d'un asile.
Le fait divers se transforme en un réel feuilleton de plusieurs mois qui passionne l'opinion et que les journaux suivent au jour le jour.
L'idée d'une chute accidentelle du train est envisagée, Mme Goüin étant sujette à des hémorragies et malaises, mais les éléments de l'enquête écartent rapidement cette hypothèse. La presse évoque un crime, l'insécurité dans les transports est pointée du doigt. 
Un des fils de la victime offre une récompense de 25 000 francs pour retrouver les responsables de ce crime.
Le 4 janvier 1910, les deux meurtriers sont dénoncés par un de leurs anciens camarades de régiment, Maurice Portheault. Il s'agit de deux soldats du 31e régiment d'infanterie, Georges Graby et Henri Michel, qui voyageaient dans le même train. Ils avouent le crime, Graby avec une certaine désinvolture. Leurs aveux, repris par les journaux, connaissent même un fort succès (Le Petit Journal va même jusqu'à les rééditer à quatre reprises). Le crime est bien motivé par le vol. Les deux criminels ont écrasé la tête de la victime sur le chauffage du compartiment, avant de l'achever à coups de pied et de la défenestrer.
Michel est condamné à vingt ans de travaux forcés, ainsi qu'à la dégradation militaire, qui se déroule dans la cour de la caserne des Tourelles, à Paris.
Graby, dont l'avocat est Henri Geraud, quant à lui, est d'abord condamné à mort par le deuxième conseil de guerre de Paris, le 26 mai 1910. Il bénéficie alors d'une grâce du président de la République Armand Fallières, et la peine de mort est commuée en une déportation à perpétuité au bagne de Cayenne. Il est également destitué par les autorités militaires,.

### Conséquences de l'affaire

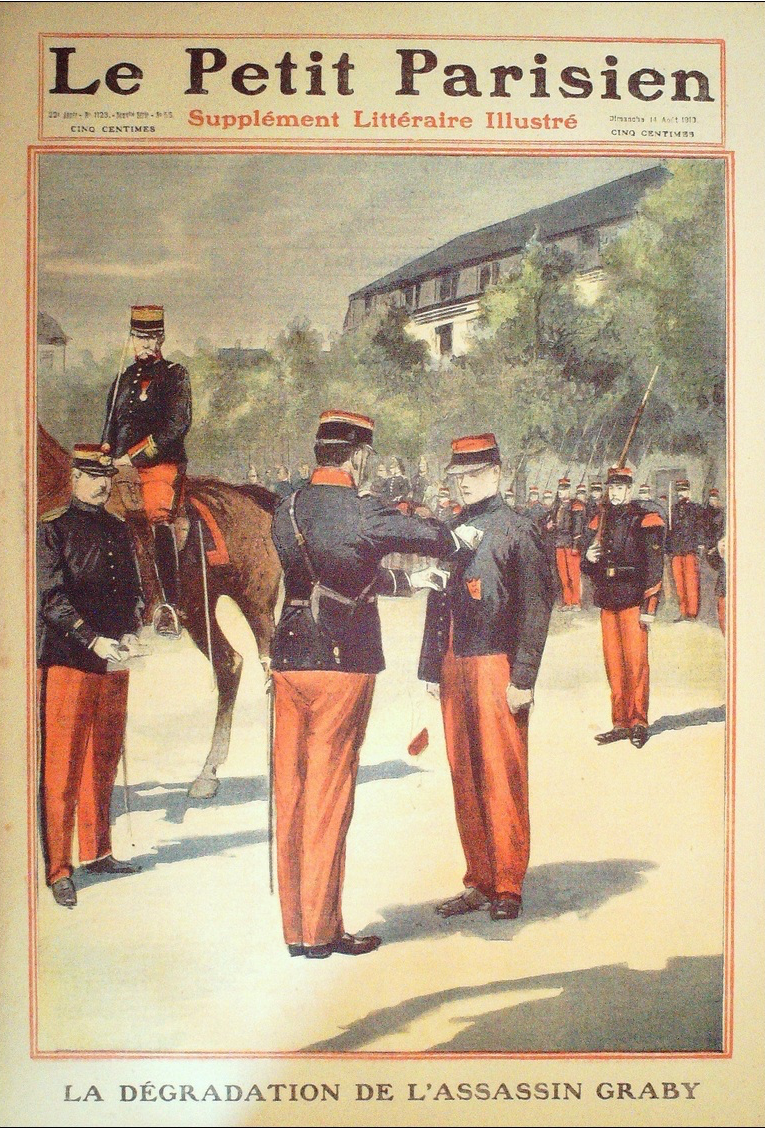
« La dégradation de l'assassin Graby » (Le Petit Parisien. Supplément littéraire illustré du 14 août 1910).
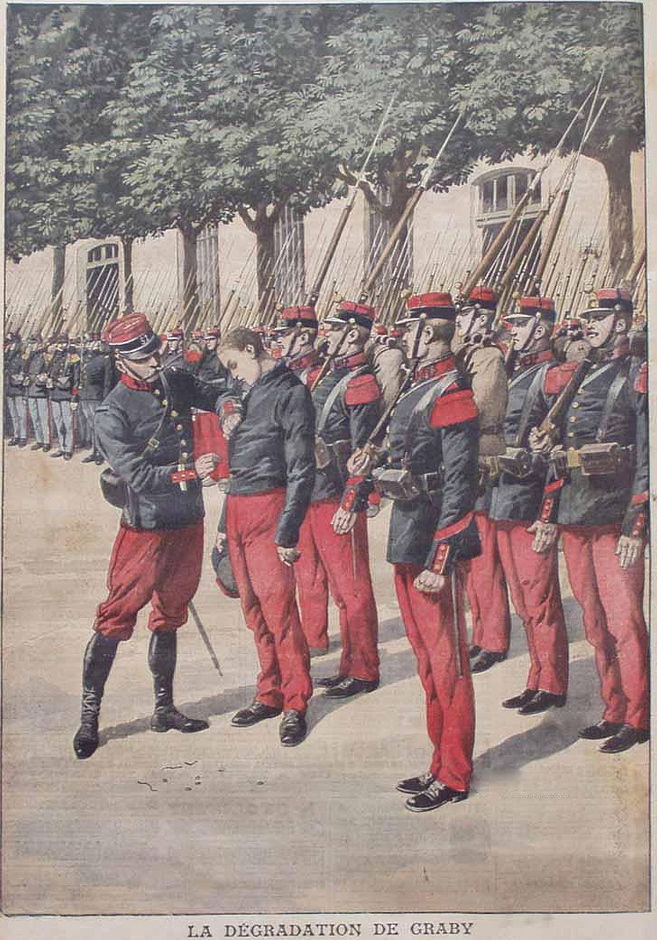
« La dégradation de Graby » (Le Petit Journal illustré du 14 août 1910).
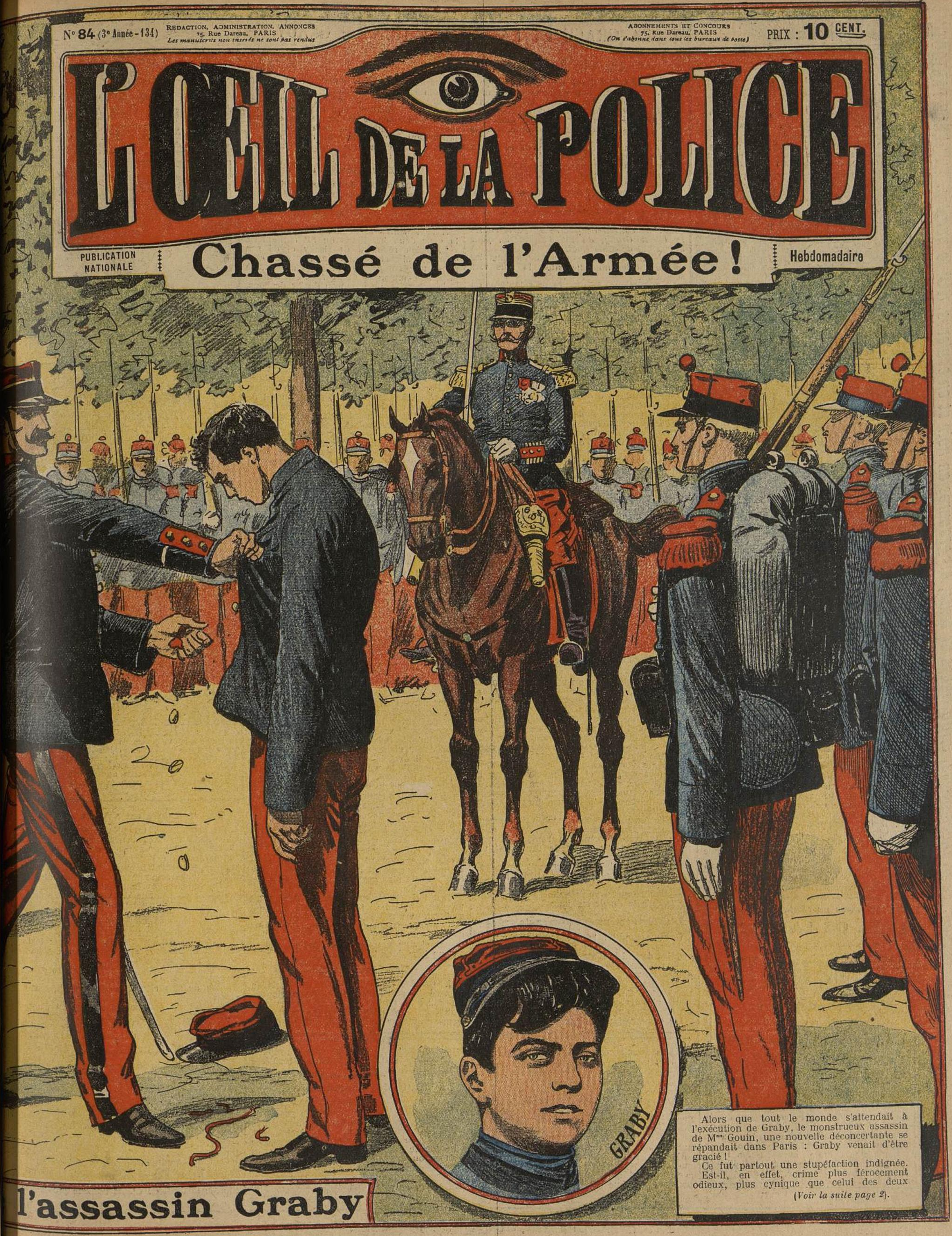
« Chassés par l'armée ! » (L'Œil de la police, tome 84 de 1910).
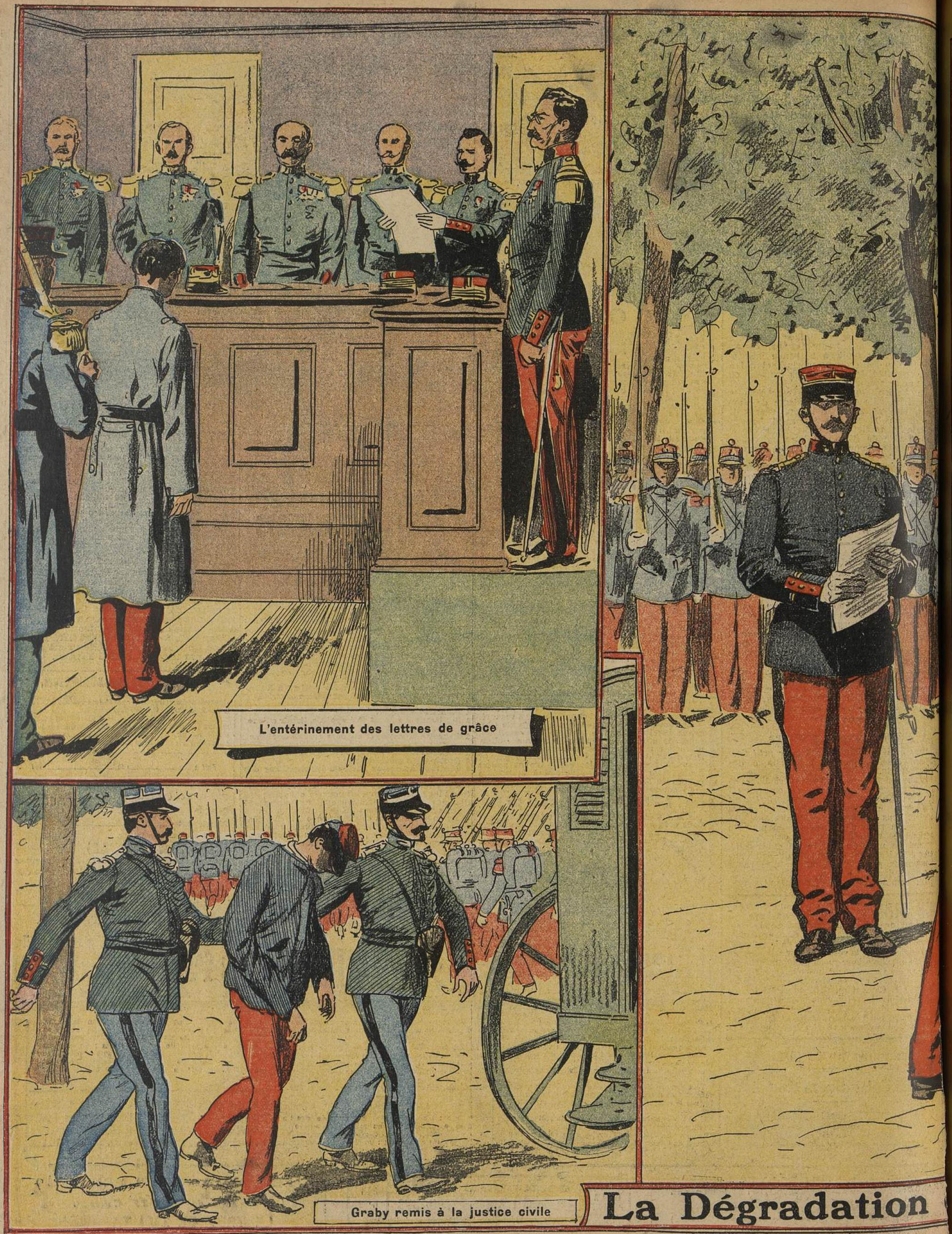
« Chassés par l'armée ! » (L'Œil de la police, tome 84 de 1910).
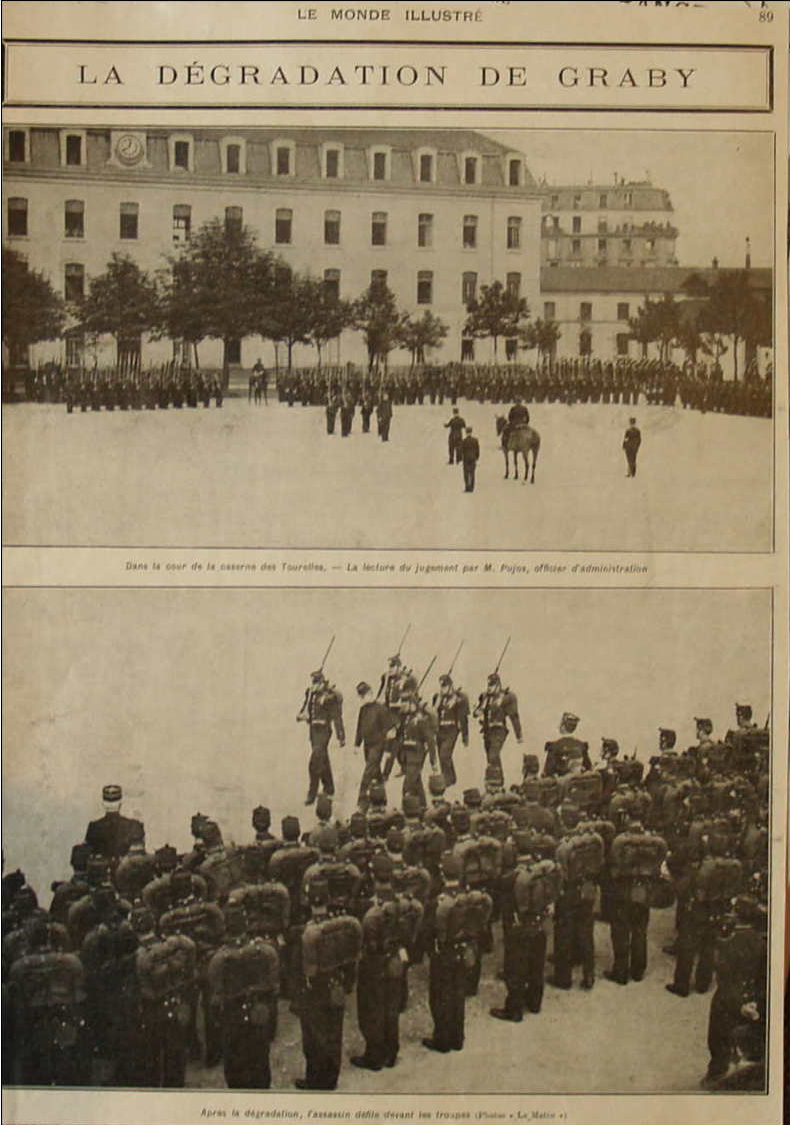
« La dégradation de Graby » (Le Monde illustré de 1910).
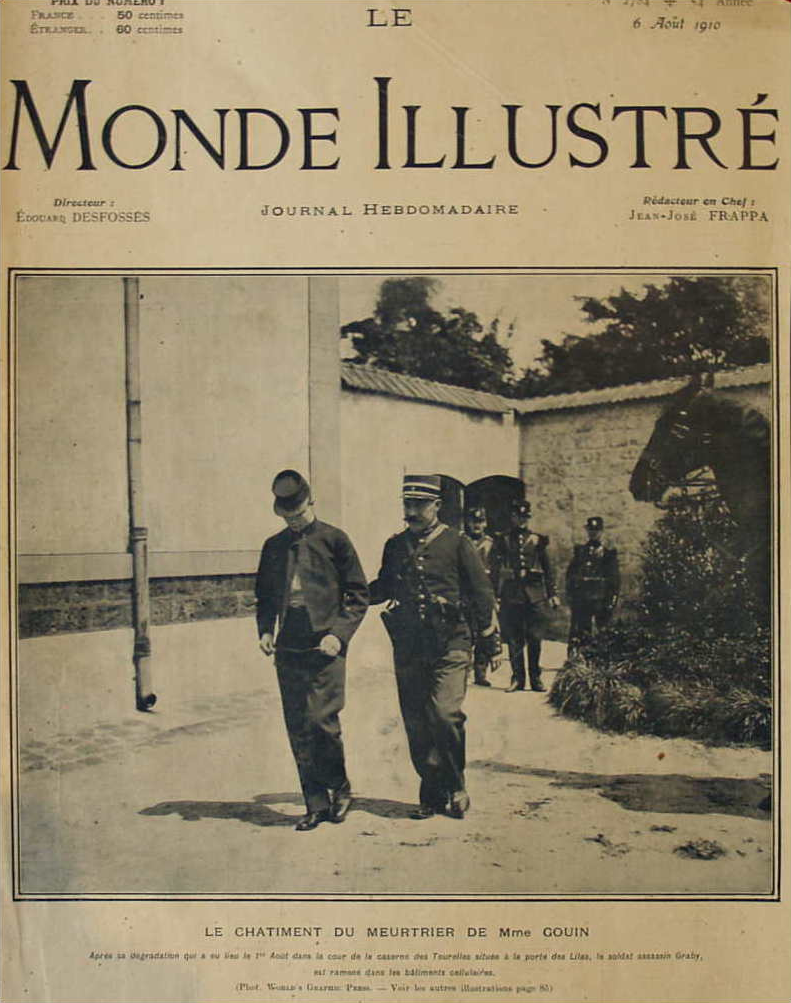
« Le châtiment du meurtrier de Mme Goüin » (Le Monde illustré du 6 août 1910).
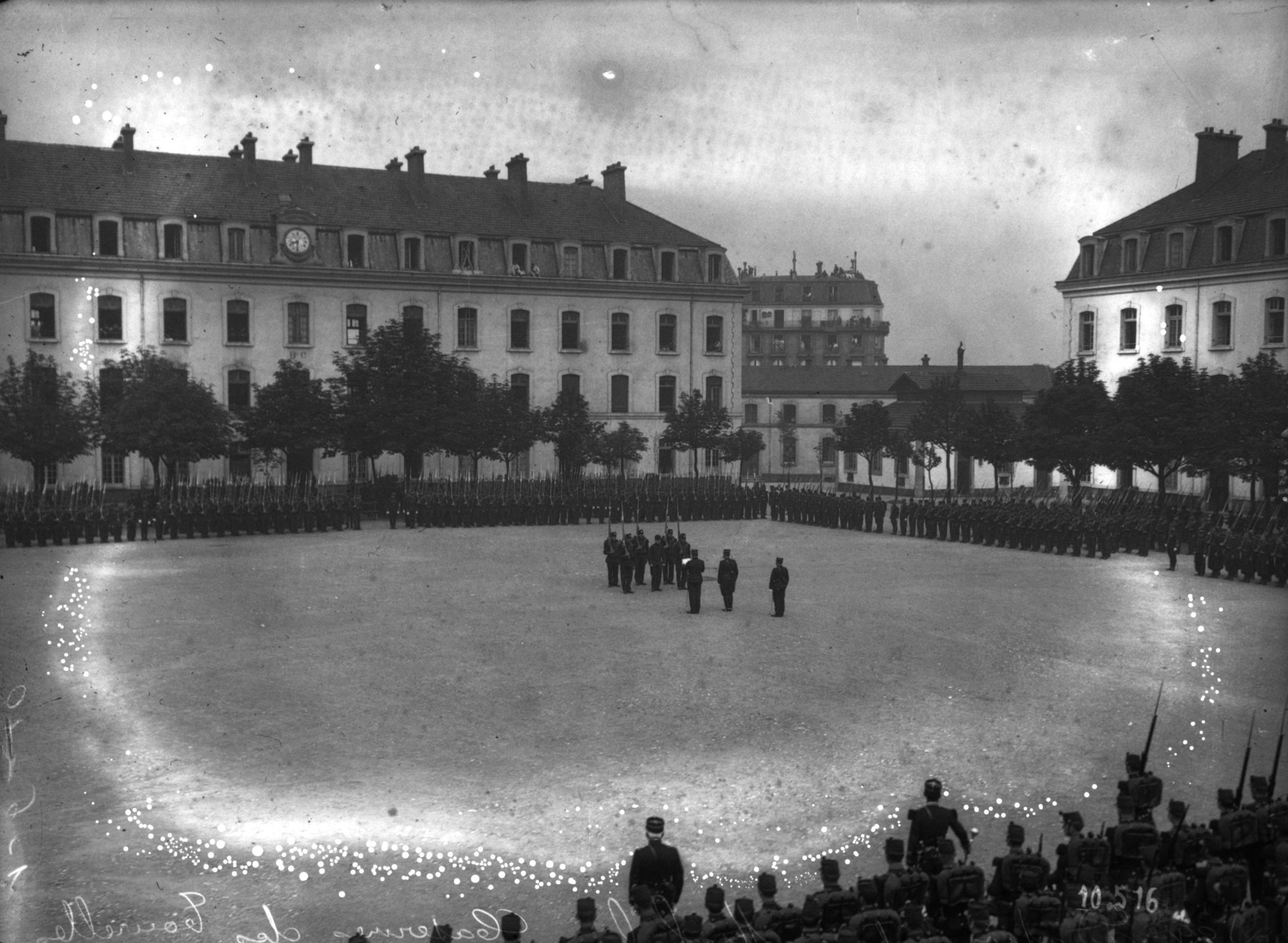
Dégradation de Michel, caserne des Tourelles à Paris, le 3 juin 1910.
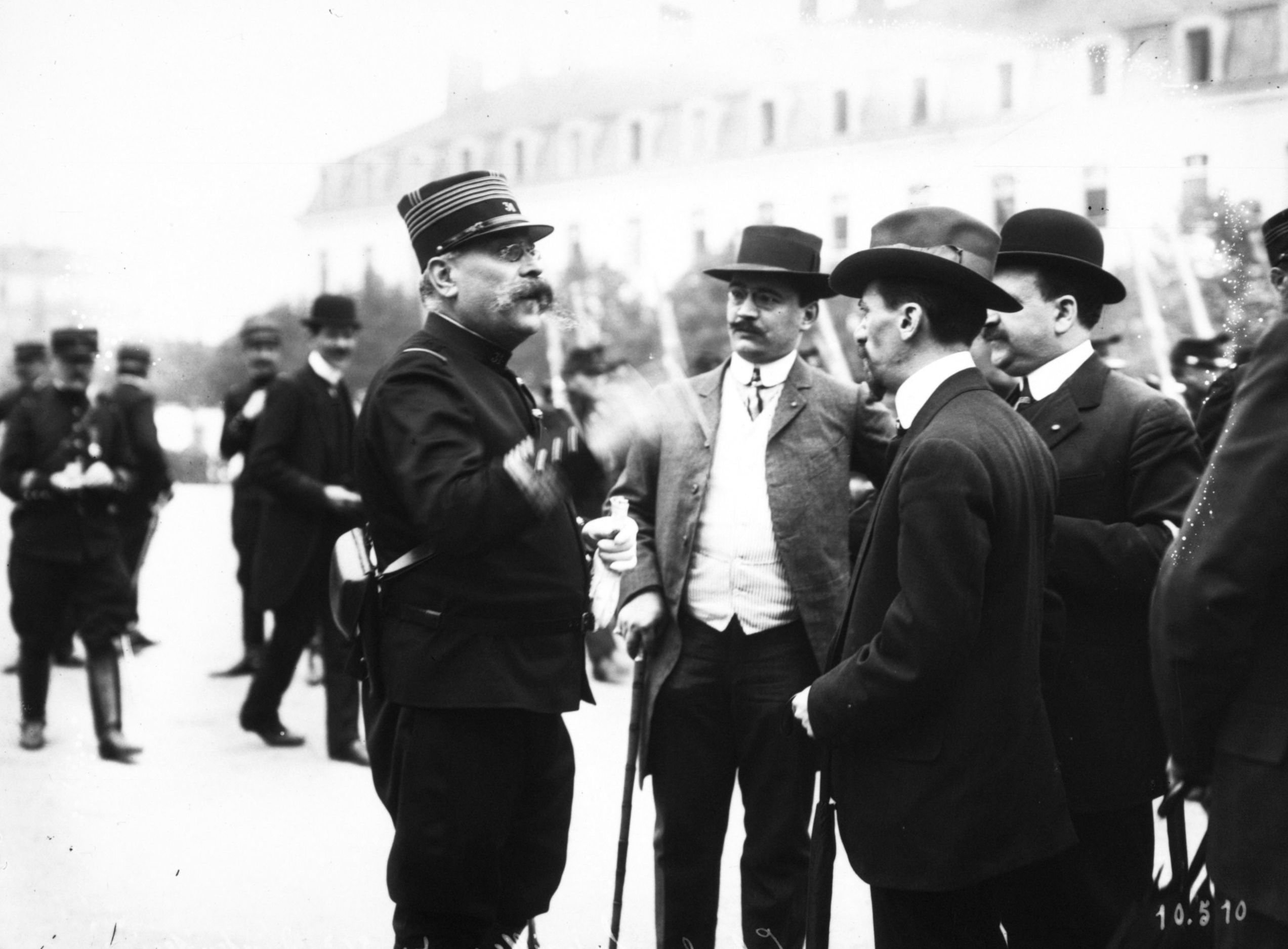

## Pour approfondir